# Campeonato Potiguar de Futebol Feminino
O Campeonato Potiguar de Futebol Feminino é a competição organizada pela Federação Norte-rio-grandense de Futebol para disputa do título estadual entre os clubes do Rio Grande do Norte. O campeão ganha o direito de ser o representante do Rio Grande do Norte na Série A3 do Campeonato Brasileiro.

## Campeões
| Ano  | Campeão                | Vice-campeão         |
| ---- | ---------------------- | -------------------- |
| 2007 | ABC                    |                      |
| 2008 | Sport Clube Parnamirim | ABC                  |
| 2009 | Potiguar de Parnamirim | ABC                  |
| 2010 | Potiguar de Parnamirim | ABC                  |
| 2011 | Força e Luz            | Monamy               |
| 2012 | América de Natal       | Monamy               |
| 2013 | Monamy                 | Potiguar de Mossoró  |
| 2014 | Não houve campeonato   | Não houve campeonato |
| 2015 | União-RN               | Corintians de Caicó  |
| 2016 | Não houve campeonato   | Não houve campeonato |
| 2017 | União-RN               | Cruzeiro-RN          |
| 2018 | Cruzeiro-RN            | Palmeiras-RN         |
| 2019 | Cruzeiro-RN            | União-RN             |
| 2020 | América de Natal       | União-RN             |
| 2021 | União-RN               | Alecrim              |
| 2022 | União-RN               | Monte Líbano-RN      |
| 2023 | União-RN               | Alecrim              |
| 2024 | União-RN               | Potyguar Seridoense  |

## Títulos por clube
| Clube                               | Títulos                                | Vice                 |
| ----------------------------------- | -------------------------------------- | -------------------- |
| União-RN (Extremoz)                 | 6 (2015, 2017, 2021, 2022, 2023, 2024) | 2 (2019, 2020)       |
| Potiguar de Parnamirim (Parnamirim) | 2 (2009, 2010)                         | 0                    |
| América de Natal (Natal)            | 2 (2012, 2020)                         | 0                    |
| Cruzeiro-RN (Macaíba)               | 2 (2018, 2019)                         | 1 (2017)             |
| Monamy (Natal)                      | 1 (2013)                               | 2 (2011, 2012)       |
| Força e Luz (Natal)                 | 1 (2011)                               | 0                    |
| Sport Clube Parnamirim (Parnamirim) | 1 (2008)                               | 0                    |
| ABC (Natal)                         | 1 (2007)                               | 3 (2008, 2009, 2010) |
| Alecrim (Natal)                     | 0                                      | 2 (2021, 2023)       |
| Potiguar de Mossoró (Mossoró)       | 0                                      | 1 (2013)             |
| Corintians de Caicó (Caicó)         | 0                                      | 1 (2015)             |
| Palmeiras-RN (Natal)                | 0                                      | 1 (2018)             |
| Monte Líbano-RN (Natal)             | 0                                      | 1 (2022)             |
| Potyguar Seridoense (Currais Novos) | 0                                      | 1 (2024)             |

| Clube         | Títulos                                | Vice                                                    |
| ------------- | -------------------------------------- | ------------------------------------------------------- |
| Extremoz      | 6 (2015, 2017, 2021, 2022, 2023, 2024) | 2 (2019, 2020)                                          |
| Natal         | 5 (2007, 2011, 2012, 2013, 2020)       | 9 (2008, 2009, 2010, 2011, 2012, 2018, 2021, 2022 2023) |
| Parnamirim    | 3 (2008, 2009, 2010)                   | 0                                                       |
| Macaíba       | 2 (2018, 2019)                         | 1 (2017)                                                |
| Mossoró       | 0                                      | 1 (2013)                                                |
| Caicó         | 0                                      | 1 (2015)                                                |
| Currais Novos | 0                                      | 1 (2024)                                                |